# Pryteria nigroapicalis
Pryteria nigroapicalis là một loài bướm đêm thuộc phân họ Arctiinae, họ Erebidae.